# Malville
Malville (bretonisch: Kerwall) ist eine französische Gemeinde mit 3.689 Einwohnern (Stand: 1. Januar 2022) im Département Loire-Atlantique in der Region Pays de la Loire; sie gehört zum Arrondissement Saint-Nazaire und zum Kanton Blain. Die Einwohner werden Malvillois genannt.

## Geographie
Malville liegt etwa 30 Kilometer nordwestlich von Nantes im sumpfigen Gebiet nördlich der Loire-Mündung. Umgeben wird Malville von den Nachbargemeinden Fay-de-Bretagne im Norden und Osten, Le Temple-de-Bretagne im Osten und Südosten, Cordemais im Süden, Bouée im Südwesten sowie Savenay im Westen.
An der Gemeindegrenze zu Fay-de-Bretagne entspringt das Flüsschen Farinelais, das hier Ruisseau de la Guichardais genannt wird. Durch die Gemeinde führt die Route nationale 165.

## Geschichte
Die Besetzung durch deutsche Truppen im Zweiten Weltkrieg dauerte in Malville über den Krieg hinaus: Erst am 11. Mai 1945 wurde der Ort neben den Nachbarorten übergeben.

### Bevölkerungsentwicklung
| Jahr      | 1962 | 1968 | 1975 | 1982 | 1990 | 1999 | 2006 | 2017 |
| Einwohner | 887  | 842  | 1020 | 2085 | 2860 | 2974 | 3063 | 3463 |

## Sehenswürdigkeiten
- Kirche Sainte-Catherine
- Ruinen des Schlosses Goust, 1370 ist die erste Eigentümerschaft über das Schloss nachgewiesen (Jeanne d’Ussé, Dame von Montjean), 1627/28 auf Befehl des Kardinals Richelieu geschleift, seit 2008 Monument historique

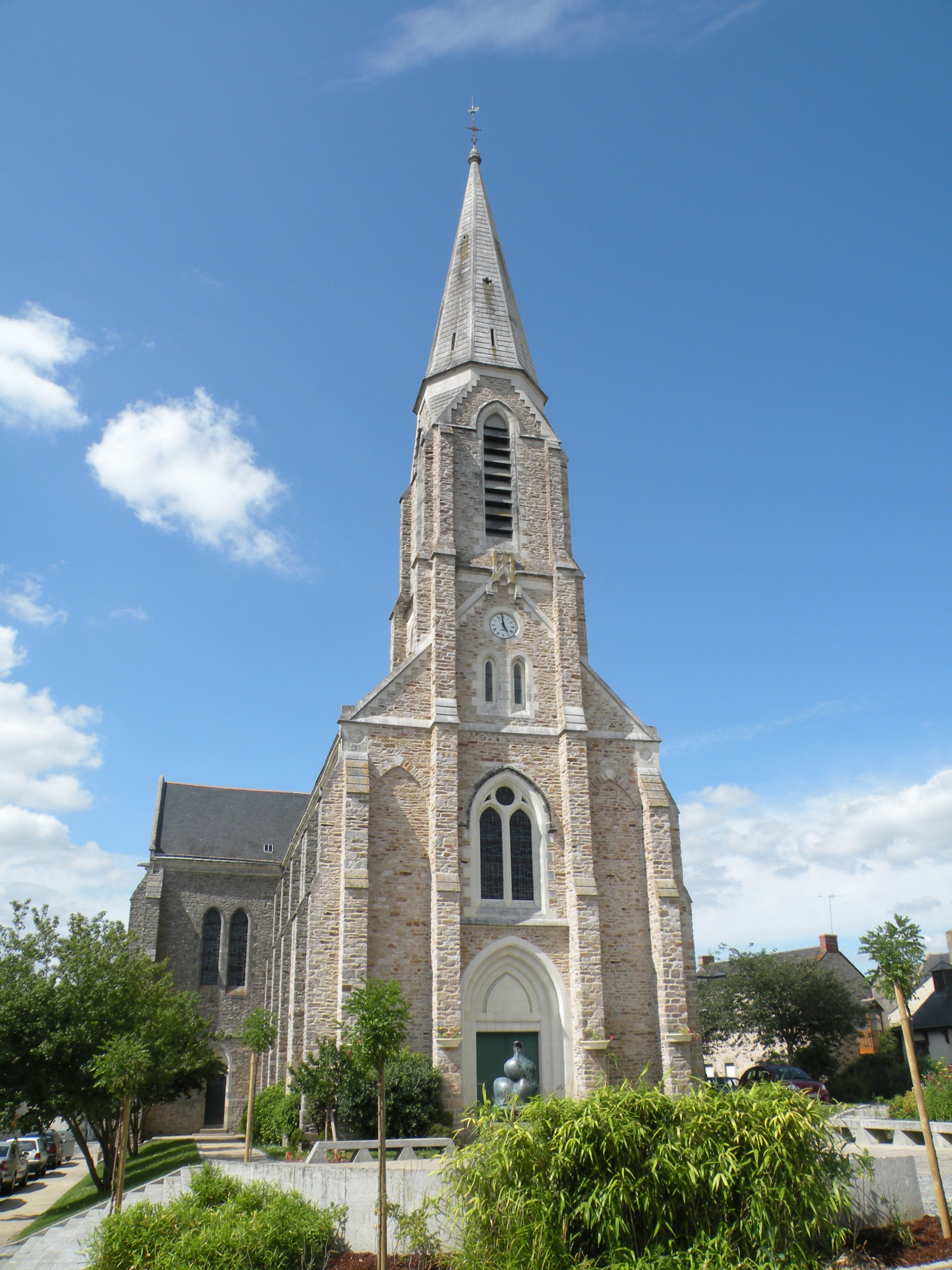
Kirche Sainte-Catherine
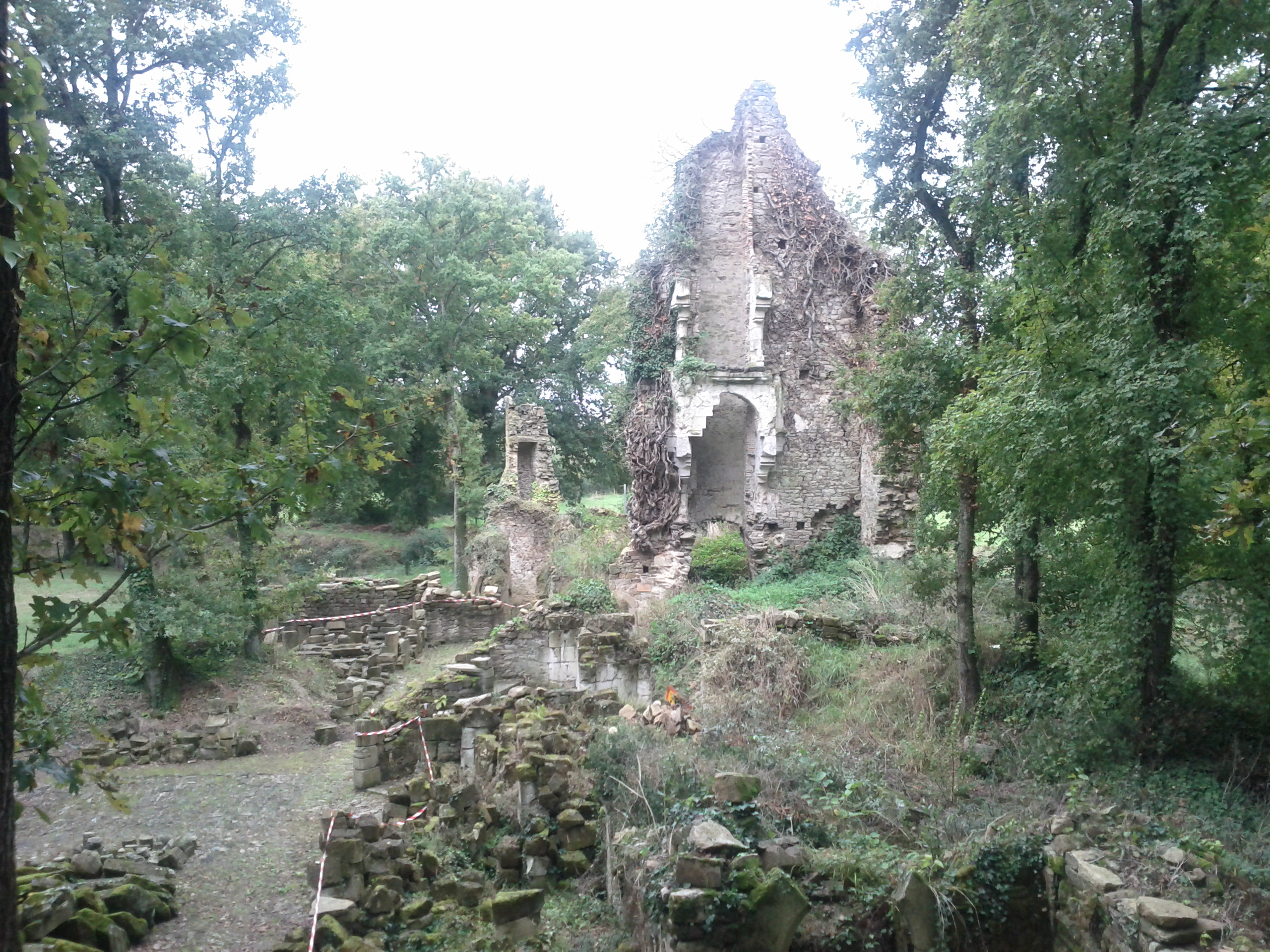
Ruinen des Schlosses Goust